# Halofília

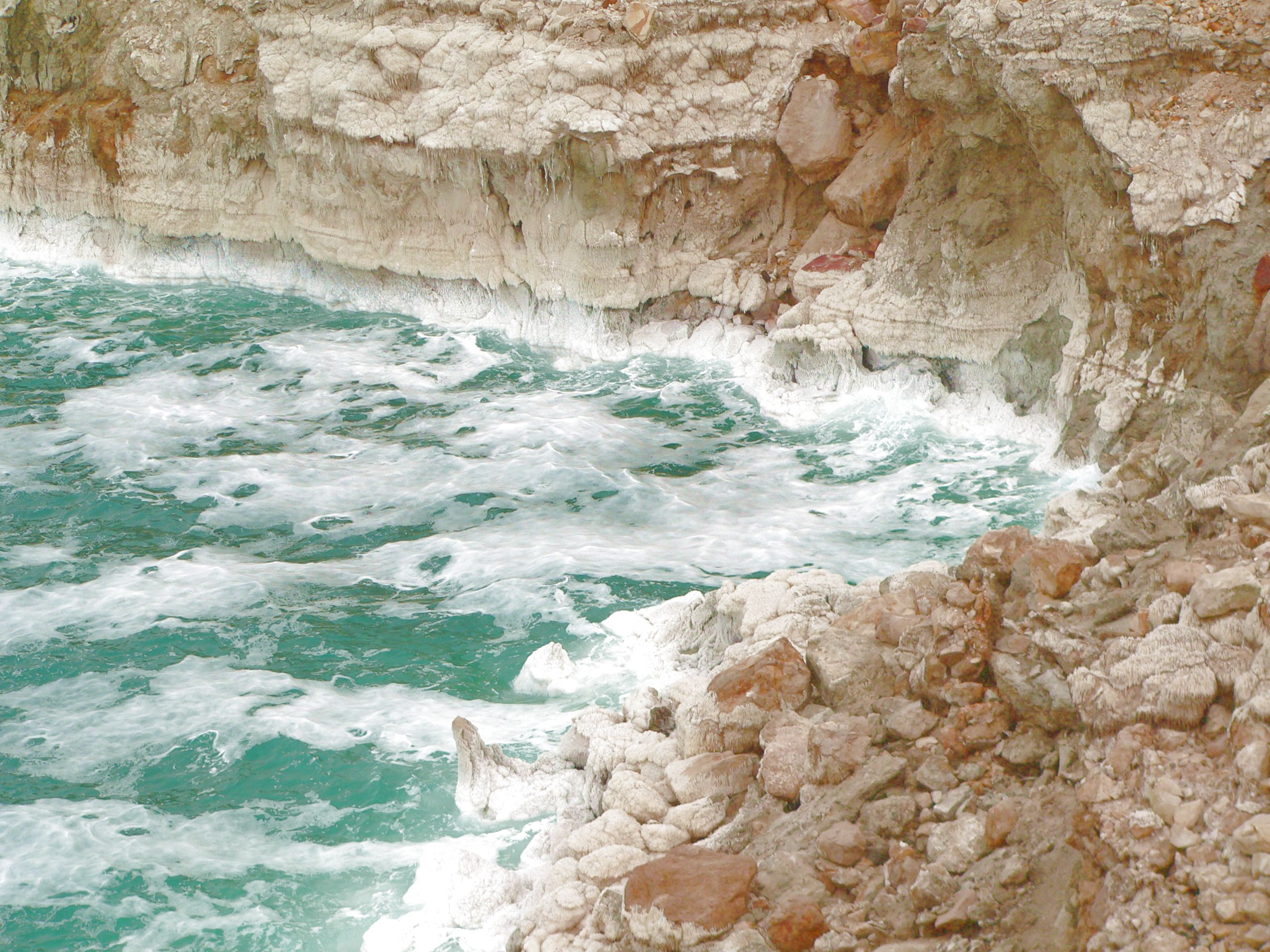
Un cas extrem d'halofília és l'arqueu Haloferax volcanii que viu a la mar Morta, lloc gairebé vuit vegades més salat que els oceans (275 g/l de ClNa)

L'halofília (del grec halos, 'sal' i filo, 'amant de', 'amant de la sal') és la tendència o necessitat d'alguns organismes de viure en ambients amb concentracions elevades de sals.

## Descripció
Els organismes halòfils (dits halòfits quan són plantes) són extremòfils, puix que viuen en condicions extremes; en aquest cas, en entorns amb molta sal, com zones litorals, salines i llacunes salobres.
En la majoria d'organismes, la sal pot provocar la mort per deshidratació per l'osmosi. Si l'entorn és salí, amb molta concentració de sals, l'aigua de l'interior de les cèl·lules tendeix a sortir cap a l'exterior del citoplasma. És a dir, es dessequen i moren. En el cas dels halòfils, això no passa. Viuen allà on altres organismes moririen gràcies a diverses adaptacions fisiològiques que els permeten retenir l'aigua. Un dels mecanismes que han desenvolupat és emmagatzemar en l'interior dels seus teixits (cèl·lules, en definitiva) concentracions d'un solut compatible amb la viabilitat cel·lular, que compensi la concentració superior de sals de l'exterior, evitant així que l'aigua surti per osmosi i podent, fins i tot, fer-ne entrar pel mateix fenomen. Un d'aquests soluts és l'àcid polihidroxibutíric o PHB.
Alguns d'aquests halòfils pertanyen al domini bacterià dels arqueus. La hipòtesi de la Terra porpra suposa un període dominat per aquests organismes.
La majoria dels organismes halòfils o halotolerants gasten molta energia en excloure les sals del seu citoplasma per fi de minimitzar els dany en les seves proteïnes (precipitació salina). Amb la finalitat de sobreviure a altes concentracions salines, els halòfils utilitzen dues tècniques diferents per fi de evitar la deshidratació causada pel moviment osmòtic de l'aigua del citoplasma. Ambdues tècniques treballen per incrementar la osmolaritat interna de la cèl·lula, alguns compostos orgànics sintetitzats o provinents del medi son acumulats en el citoplasma com a osmoprotectors. Els soluts mes comuns solen ser de naturalesa neutre o zwitterionica son : els aminoàcids, sucres, polialcohol, betaïna.
La segona tècnica d'adaptació consisteix en la presencia de flux selectius de ions potassi(K+) en el citoplasma. Aquesta adaptació es única en els bacteris halòfils moderats de l'ordre de les Halanaerobials, els arqueus halòfils extrems de la família de les Halobacteriaceae i dels bacteris halòfils extrems Salinibacter Ruber. La presencia d'aquesta adaptació en tres línies evolutives diferents suggereixen un cas de convergència evolutiva.
Una dada curiosa es que la majoria d'arquees halòfiles extremes o haloarquees les quals requereixen menys de 2M de concentració salina, son usualment trobats en solucions saturades salines. En principi aquests son medis inhabitats com llacs salats o mines de sal. Les altes concentracions de clorur de sodi en el medi limiten significativament la capacitat de obtenció d'oxigen mitjançant la respiració. Aquests microorganismes estan adaptats a viure a ambients altament salins acumulant aminoàcids en la seva superfície, lo que permet la retenció del aigua. Aquestes arquees son heteròtrofs i normalment aeròbiques.
Els microorganismes halòfils poden obtenir energia de diverses maneres. Poden ser tant aerobis com anaerobis. Els halòfils anaerobis poden ser fototrófics, fermentatius, reductors de sulfats, metanogènics, homoacetogènics.
Les haloarquea, mes concretament la família de les Halobacteriacea, formen part del domini de les arquea i formen la major part dels organismes procariotes que habiten en medis hipersalins. Actualment s'han reconegut 15 generes en aquesta família. El domini Bacteria formen el 25% de microorganismes procariotes halofils, però són més comuns de trobar. La micro-alga Dunalillea salina pot proliferar en medis salins.